# Antennendolch

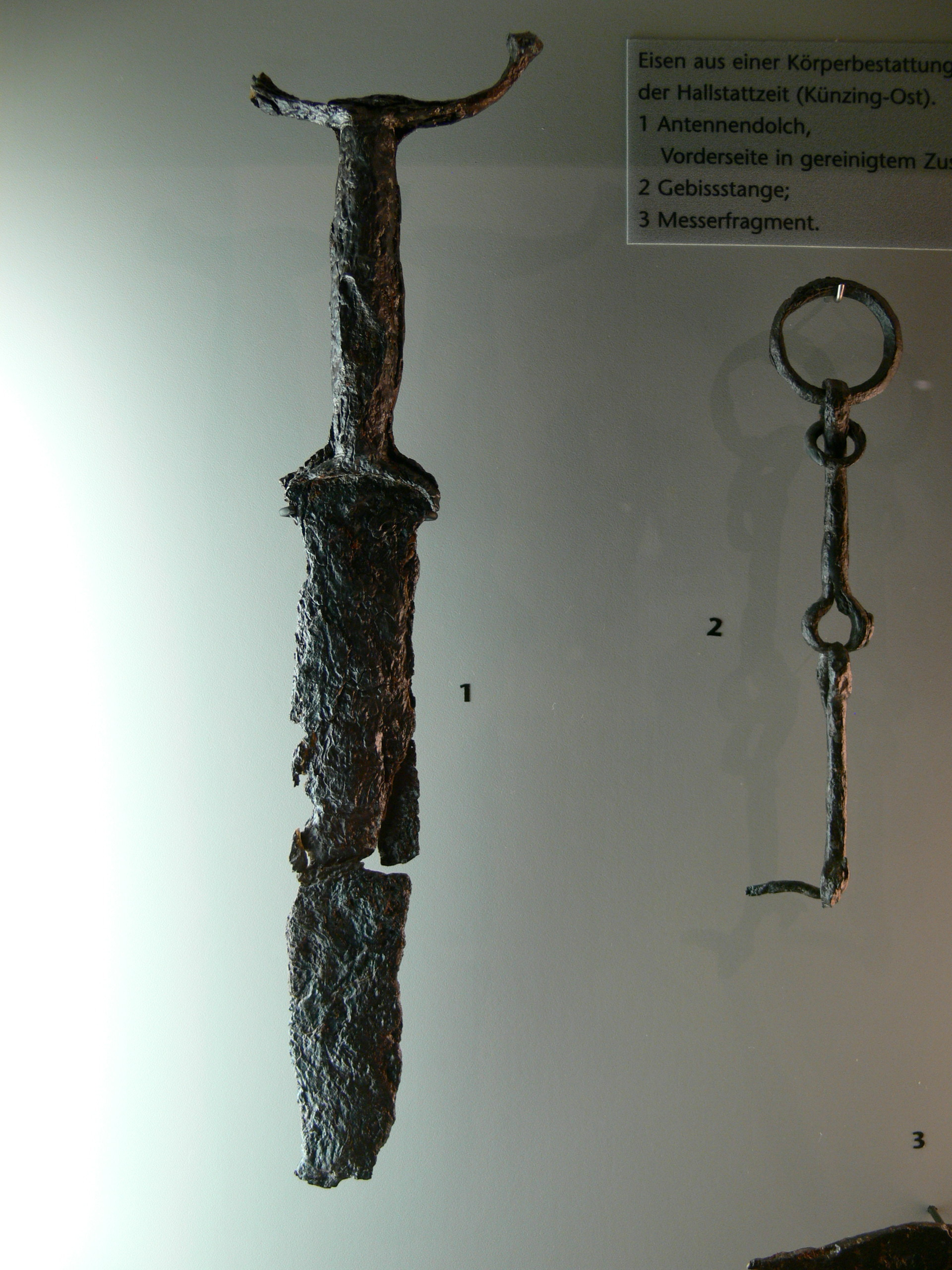
Antennendolch aus der Hallstattzeit im Museum Quintana

Ein Antennendolch ist ein Dolch oder Kurzschwert mit zumeist in einem Stück geschmiedetem Knauf, einem speziellen Antennenknauf. Die Enden des Knaufs sind nach oben sichel- bis ring- oder spiralförmig umgebogen oder eingerollt und bilden ein hörner- oder schneckenförmiges Aussehen. Die Bogenenden sind oftmals mit Kugeln oder Noppen verziert. Antennendolche wurden um 1800 v. Chr. bis etwa 500 v. Chr. in der Bronzezeit und der Eisenzeit angefertigt und benutzt. Die Griffschalen waren aus Holz oder Horn und sind nur sehr selten erhalten.

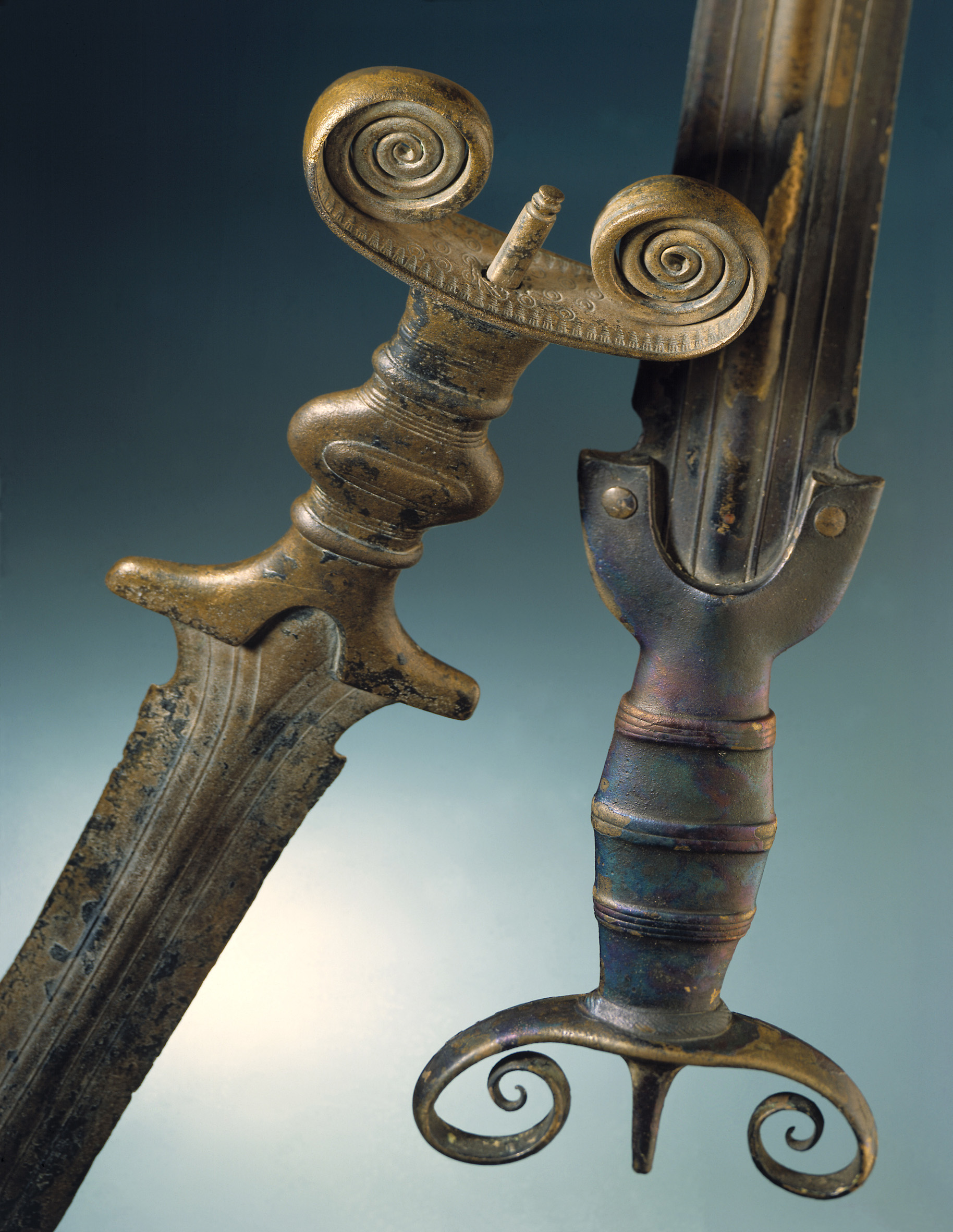
Bronzene Antennenschwerter der Bronzezeit aus Auvernier und Cortaillod
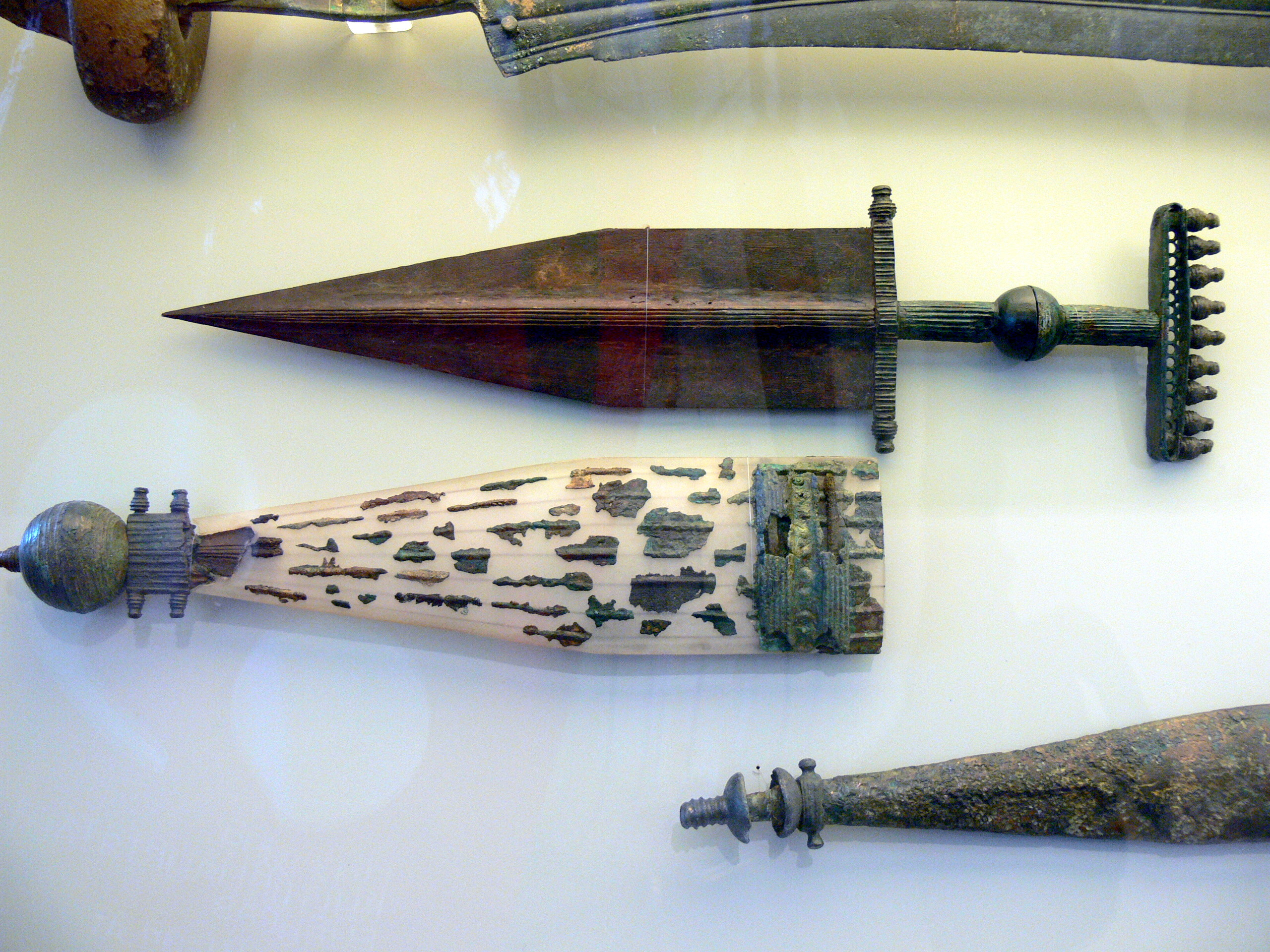
Eisener Antennendolch mit Scheide aus Siedelberg – Pfaffstätt, Hallstatt-Kultur, im Schlossmuseum Linz
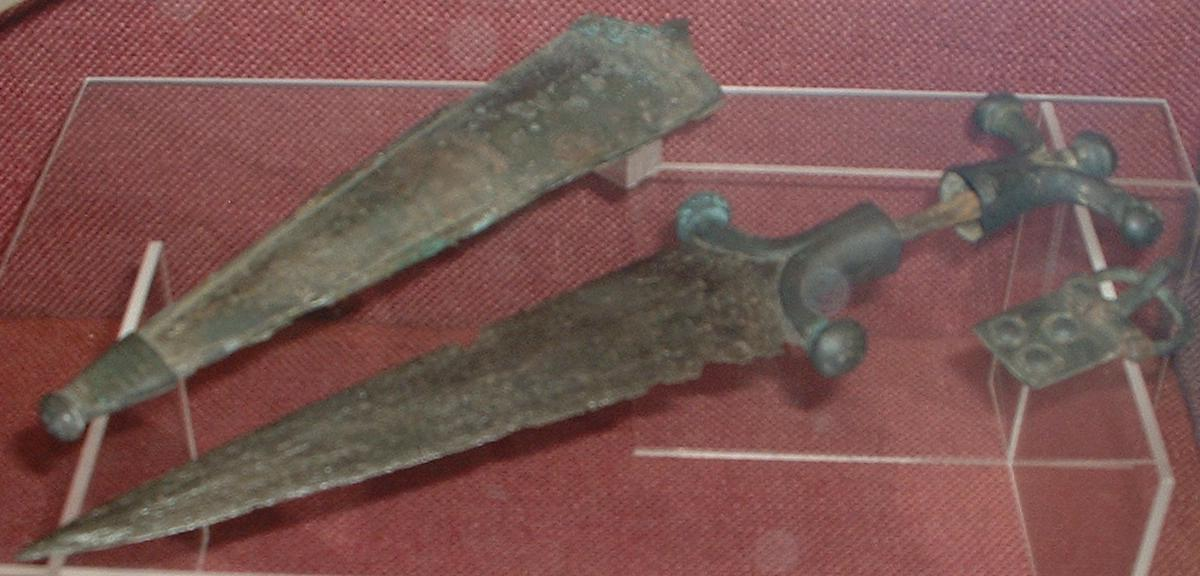
Antennendolch der Kelten
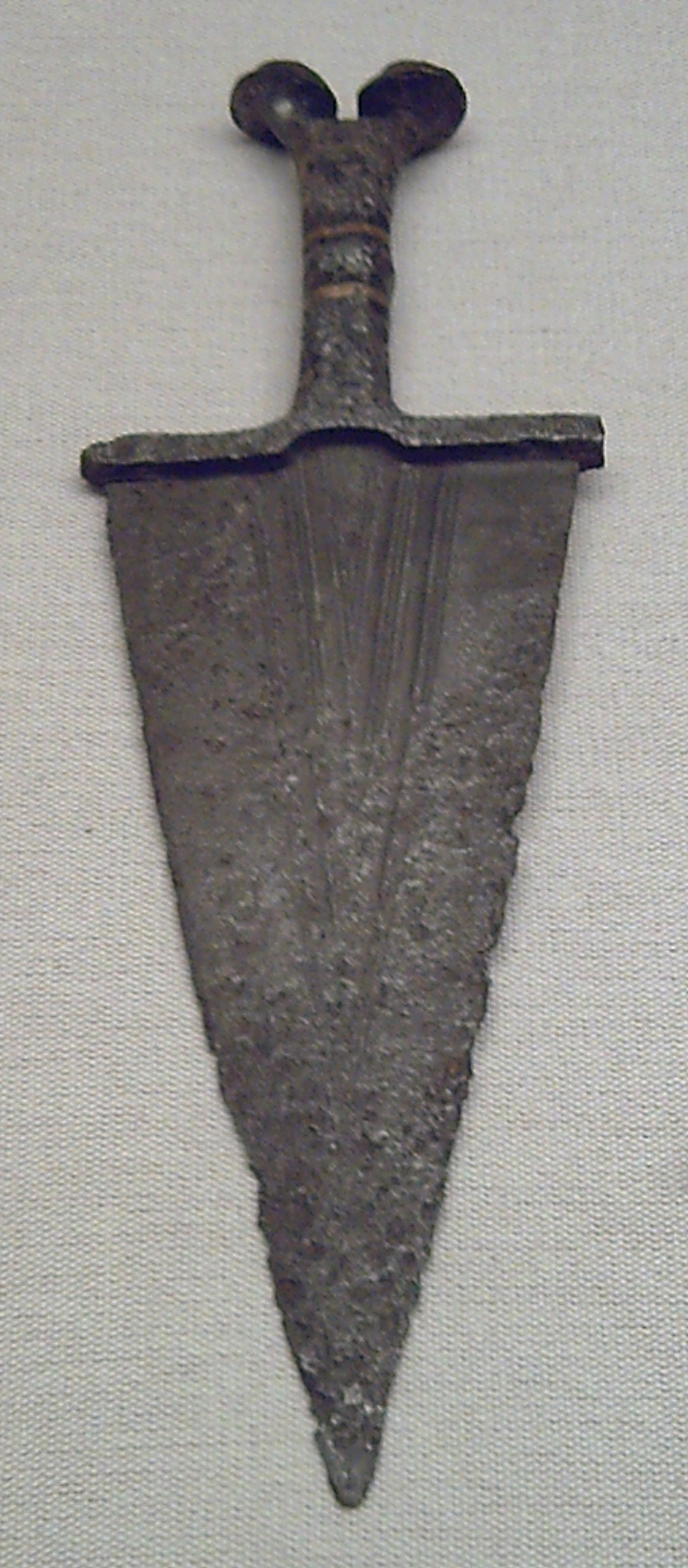
Antennendolch aus Spanien

Andere Varianten finden sich unter dem Begriff Schäftung von Vor- und Frühgeschichtlichen Messern, Dolchen und Schwertern.  